# Iiro Tarkki
Iiro Tarkki, född 1 juli 1985 i Raumo, är en finländsk före detta professionell ishockeymålvakt. Iiro är yngre bror till Tuomas Tarkki.